# Orquestra Sinfônica da Universidade de São Paulo
A Orquestra Sinfônica da Universidade de São Paulo (OSUSP) é uma orquestra brasileira fundada em 1975, inserindo-se no contexto da Universidade de São Paulo como um órgão da Pró-Reitoria de Cultura e Extensão Universitária. A OSUSP tem dentre seus objetivos divulgar a música sinfônica e de câmara, inovar em propostas educacionais e artísticas, estimular a formação de público e, sobretudo, promover a interação entre o saber produzido na Universidade de São Paulo e a sociedade.
Desde sua criação, realizou turnês nacionais e internacionais, lançou oito álbuns, organizou concursos de composição, participou de montagens de óperas e se apresentou com alguns dos mais celebrados regentes e solistas do Brasil e do Mundo.

## História
Sua percursora foi a Orquestra Universitária de Concertos criada em 1945, composta por professores, alunos e comunidade externa, dirigida por León Kaniefsky. Encerrou suas atividades em 1967, em uma época de agitação política e transformação nacional, coincidindo com o período da Reforma Universitária. Entre 1970 e 1971, a antiga orquestra retoma suas atividades, realizando alguns concertos e por fim solicitando a oficialização novamente de uma orquestra universitária. O pedido é enviado ao reitor que por sua vez direciona a decisão para a Escola de Comunicação e Artes. Por fim, eles compreendem que uma "Orquestra Sinfônica da Universidade de São Paulo" seria organizada pelo departamento de Música.
A Orquestra Sinfônica da USP então é fundada em 1975, é um órgão da Pró-Reitoria de Cultura e Extensão Universitária e teve como primeiro regente o renomado compositor Camargo Guarnieri (1907-1993).
Desde então, tem atuado ativamente em sua missão de estimular a educação e a cidadania em sentido amplo, incluindo em sua programação repertório de compositores brasileiros e sul-americanos, concertos educativos e didáticos nas principais salas de concerto e nos campi da Universidade. Com isso, procura promover o aprimoramento cultural através da música e possibilitando o estímulo estético, a formação do público e a interação entre o saber produzido na Universidade e a sociedade.
Em 1996, lançou um CD com obras de sua autoria. Em 2000, a OSUSP excursionou pela Alemanha, sendo calorosamente aplaudida.
Em 2003, lançou um novo CD com composições escolhidas especialmente para seu núcleo de cordas. No mesmo ano, foi criado pelo Maestro Ronaldo Bologna o Concurso Nacional de Composição Camargo Guarnieri.
De 2002 a 2008, sob a regência de Carlos Moreno, a Orquestra promoveu o Projeto Academia, voltado ao aperfeiçoamento de músicos profissionais. Em 2005, foi lançado um CD em comemoração aos 30 anos de fundação da OSUSP e em 2006 a Orquestra recebeu o Prêmio Carlos Gomes de “Melhor Orquestra do Ano”.
Em 2008, em um concerto inédito no mundo, a OSUSP realizou o ciclo completo das Bachianas Brasileiras, de Villa-Lobos.
De 2009 a 2011, com Ligia Amadio, ofereceu ao público concertos com solistas vencedores do Queen Elisabeth International Music Competition of Belgium, os violonistas Pepe Romero e Schlomo Mintz, o tenor José Carreras, entre outros nomes do cenário musical.
Em 2010, abriu a Temporada Lírica do Theatro São Pedro com a ópera Tosca, de Puccini.
Em 2012, a partir de uma reestruturação administrativa e artística, a OSUSP apresentou uma temporada que contou com a participação dos maestros Wagner Polistchuk e Ricardo Bologna como regentes principais da orquestra, mantendo o alto grau de excelência que marca sua trajetória no cenário musical nacional.
Em 2013 a orquestra contou com uma programação arrojada, que incluiu obras de grandes mestres, compositores nacionais e internacionais já consagrados e a apresentação da obra vencedora do Concurso Nacional de Composição Camargo Guarnieri, além da composição de Newton Carneiro, especialmente encomendada para ser estreada nesta temporada.
Na programação de 2014 haverá a presença dos Maestros Wagner Polistchuk e Ricardo Bologna como regentes principais, a participação dos regentes Luiz Fernando Malheiro (Brasil), Nicolás Pasquet (Alemanha) e Johannes Schlaefli (Suíça) como maestros convidados, a atuação dos solistas brasileiros Ovanir Buosi (clarineta), Flávio Gabriel (trompete), Karin Fernandes (piano) e dos convidados internacionais Anna Skalova (violino, EUA), Ivana Maria Vidovic (piano, Croácia), Ah Ruem Ahn (piano, Coreia), além da participação de solistas vocais e do Coral USP no concerto de encerramento da temporada com a execução da Nova Sinfonia de Beethoven. A OSUSP espera contar com sua presença nos concertos desta temporada.